# Саксония-Алтенбург
Саксония-Алтенбург (на немски: Herzogtum Sachsen-Altenburg) е херцогство и имперска държава на Германската империя в територията на днешна Тюрингия през 1603 – 1672 и 1826 – 1918 г. със столица Алтенбург и се управлява от род Ветини.

## История
Херцогството Саксония-Алтенбург се състояло от две отделени помежду им територии: Източен окръг (Ostkreis) и Западен окръг (Westkreis). Общо заема площ от 1.324 км² (1910) с: 142.122 жители (1871) и 216.128 жители (1910).
През Средновековието херцогството принадлежи към Маркграфство Майсен и след наследственото поделяне от 1485 г. към цялата собственост на Ернестините. От 1672 г. то принадлежи към Саксония-Гота. Чрез наследствена подялба през 1680 г. се оновава херцогство Саксония-Айзенберг, то съществува до 1707 г. и след това попада обратно към Саксония-Гота-Алтенбург.
След получаването на Конституция на 29 април 1831 г. херцогството Саксония-Алтенбург влиза през 1833/1834 г. като суверенна държава в Германския митнически съюз, 1867 г. в Северногерманския съюз и 1871 г. в Германската империя (Deutschen Reich).
Последният регент на херцогство Саксония-Алтенбург е херцог Ернст II, който се отказва на 13 ноември 1918 г. и се основава Свободната държава Саксония-Алтенбург (Freistaat Sachsen-Altenburg) (в днешна източна Тюрингия). Последният херцогски държавен министър е Валдемар фон Вусов (1915 – 1918).

- Херцогство Саксония-Алтенбург
- Дворец-резиденция Алтенбург